# Eurasia, rivista di studi geopolitici
Eurasia – włoski kwartalnik poświęcony geopolityce, założonym w 2004 roku. Publikuje ją wydawnictwo Edizioni all'Insegna del Veltro w Parmie, pod kierunkiem Claudio Mutti.

## Linia wydawnicza
“Eurasia” określa swój cel jako promocję, pobudzanie oraz rozpowszechnianie badań w zakresie nauk geopolitycznych, zarówno w narodowym jak i międzynarodowym środowisku naukowym. Celem jest uczulenie czytelników na tematy Euro-Azjatyckie w zakresie spraw polityki, wojskowości, kultury, ekonomii oraz informacji. Taka szeroka perspektywa obejmuje nie tylko wąsko pojęte stosunki międzynarodowe, ale ma na celu “zwrócenie uwagi specjalistów na ważność powtórnego odkrycia duchowej jedności Eurazji” – i to pomimo deklaracji, że pismo to deklaruje „brak szczególnie wyróżnionego kierunku akademickiego”. Co więcej, publikowane są w nim “'analizy mające na względzie geoekonomię, jako nową autonomiczną naukę geopolityki, oraz geofinansów, a to w celu identyfikacji metodologii jakie ożywiają ekonomiczne oraz finansowe strategie w skali planetarnej (zarówno wśród narodów dominujących jak i wewnątrz wielkich dominujących ekonomii), a także możliwości jakie mogą się pojawiać dla słabszych narodów; jednocześnie nie tracąc z pola widzenia studiów i refleksji dotyczących delikatnej sfery bezpieczeństwa interpretowanej zgodnie z kryteriami geostrategii”

## Redakcja i autorzy
Zespół redakcyjny “Eurazji” stanowią Yves Bataille, Luca Bionda, Aldo Braccio, Enrico Galoppini, Alessandro Lattanzio, Claudio Mutti, Ernest Sultanov oraz Stefano Vernole; do zespołu tego należał także niedawno zmarły Carlo Terracciano. Jednakże większość artykułów publikowanych w kwartalniku pochodzi od autorów zewnętrznych. Wśród regularnych współpracowników pisma znajdują się Giovanni Armillotta, Alberto Buela Lamas, Côme Carpentier de Gourdon, F. William Engdahl, Vagif A. Gusejnov, Fabio Mini oraz Costanzo Preve i Susanne Scheidt. Ukazywały się w nim także artykuły (względnie wywiady z) Sergej N. Baburin, Vishnu Bhagwat, Massimo Campanini, Alfredo Canavero, Franco Cardini, Noam Chomsky, Michel Chossudovsky, Stefania Craxi, Vittorio Craxi, Alì Daghmoush, Alain De Benoist, Henry De Grossouvre, Aleksandr Dugin, Vladimir I. Jakunin, Gianfranco La Grassa, Alberto Mariantoni, Khaled Mashaal, Thierry Meyssan, Sergio Romano, Vinod Saighal, Israel Shamir, Webster Griffin Tarpley, Gennadij Zjuganov oraz Danilo Zolo.

## Struktura
Każdy numer pisma posiada około 250 stron i składa się z pięciu sekcji: Artykuł wstępny (zawsze sygnowany przez Tiberio Graziani), Kontynenty (eseje na rozmaite tematy), Dossier (zbiór esejów, w każdym numerze, poświęconych specyficznemu przedmiotowi), Wywiady i Recenzje. Wiele innych artykułów – zarówno oryginalnych, jak tłumaczonych lub wybranych z Internetu – ogólnie krótszych niż te publikowane w kwartalniku, jest publikowanych na portalu pisma. W szczególności chodzi tutaj o dodatek elektroniczny zwany „Reportaże euroazjatyckie”.

## Wydania opublikowane
Jak dotąd (grudzień 2009) wyszło 18 numerów pisma poświęconych w szczególności: 2004: Turcja; 2005: Islam, Rosja I jaj sąsiedzi, kraje śródziemnomorskie; 2006: Chiny, Indie, Nowa Azja, geopolityka i migracje; 2007: między jednym Związkiem a drugim, między Rosją a krajami śródziemnomorskimi, indiańsko-łacińską Ameryką, geopolityka i międzynarodowe prawa; 2008: Iran, epoka Kontynentów, Indio-Łacińska Ameryka w systemie międzynarodowym; 2009: NATO, Palestyna, Afryka.

## Seminaria oraz konferencje
- “Eurasia” organizuje konferencje w całych Włoszech. Od roku 2008 były one skoncentrowane na specyficznych programach w rocznych cyklach “Seminariów Eurazjatyckich.”